# Сёан
Сёан (яп. 正安 сё:ан) — девиз правления (нэнго) японских императоров Го-Фусими и Го-Нидзё, использовавшийся с 1299 по 1302 год .

## Продолжительность
Начало и конец эры:
- 25-й день 4-й луны 7-го года Эйнин (по юлианскому календарю — 25 мая 1299);
- 21-й день 11-й луны 4-го года Сёан (по юлианскому календарю — 10 декабря 1302).

## Происхождение
Название нэнго было заимствовано из древнекитайского сочинения «Чжоу Шу» (кит. 周書, пиньинь Zhōu Shū, буквально: «Писания Чжоу»):「居正安其身」.

## События
даты по юлианскому календарю
- 1301 год (3-й год Сёан) — Ходзё Садатоки постригся в монахи и удалился на покой, поставив вместо себя сиккэном Ходзё Моротоки (внук Токиёри) и соправителем Ходзё Токимура (сын Масамура)[5];
- 1301 год (1-я луна 3-го года Сёан) — император Го-Фусими был принуждён отречься от престола; власть перешла к его двоюродному брату, который через некоторое время взошёл на престол под именем император Го-Нидзё;
- 1301 год (3-й год Сёан) — был составлен буддийский текст Гокэнхо[6];
- 1302 год (4-й год Сёан) — завершено строительство мандалы храма Эйкан-до[7];

## Сравнительная таблица
Ниже представлена таблица соответствия японского традиционного и европейского летосчисления. В скобках к номеру года японской эры указано название соответствующего года из 60-летнего цикла китайской системы гань-чжи. Японские месяцы традиционно названы лунами.
| 1-й год Сёан (Земляная Свинья)     | 1-я луна        | 2-я луна*  | 3-я луна* | 4-я луна  | 5-я луна* | 6-я луна  | 7-я луна* | 8-я луна               | 9-я луна    | 10-я луна* | 11-я луна | 12-я луна  |                |
| ---------------------------------- | --------------- | ---------- | --------- | --------- | --------- | --------- | --------- | ---------------------- | ----------- | ---------- | --------- | ---------- | -------------- |
| Юлианский календарь                | 2 февраля 1299  | 4 марта    | 2 апреля  | 1 мая     | 31 мая    | 29 июня   | 29 июля   | 27 августа             | 26 сентября | 26 октября | 24 ноября | 24 декабря |                |
| 2-й год Сёан (Металлическая Крыса) | 1-я луна*       | 2-я луна   | 3-я луна* | 4-я луна  | 5-я луна* | 6-я луна* | 7-я луна  | 7-я луна* (високосная) | 8-я луна    | 9-я луна*  | 10-я луна | 11-я луна  | 12-я луна      |
| Юлианский календарь                | 23 января 1300  | 21 февраля | 22 марта  | 20 апреля | 20 мая    | 18 июня   | 17 июля   | 16 августа             | 14 сентября | 14 октября | 12 ноября | 12 декабря | 11 января 1301 |
| 3-й год Сёан (Металлический Бык)   | 1-я луна*       | 2-я луна   | 3-я луна* | 4-я луна  | 5-я луна* | 6-я луна* | 7-я луна* | 8-я луна               | 9-я луна    | 10-я луна* | 11-я луна | 12-я луна  |                |
| Юлианский календарь                | 10 февраля 1301 | 11 марта   | 10 апреля | 9 мая     | 8 июня    | 7 июля    | 5 августа | 3 сентября             | 3 октября   | 2 ноября   | 1 декабря | 31 декабря |                |
| 4-й год Сёан (Водяной Тигр)        | 1-я луна        | 2-я луна*  | 3-я луна  | 4-я луна* | 5-я луна  | 6-я луна* | 7-я луна* | 8-я луна*              | 9-я луна    | 10-я луна* | 11-я луна | 12-я луна  |                |
| Юлианский календарь                | 30 января 1302  | 1 марта    | 30 марта  | 29 апреля | 28 мая    | 27 июня   | 26 июля   | 24 августа             | 22 сентября | 22 октября | 20 ноября | 20 декабря |                |

* звёздочкой отмечены короткие месяцы (луны) продолжительностью 29 дней. Остальные месяцы длятся 30 дней.